# Unio B. Sarlin
Unio B. Sarlin, finski general, * 1893, † 1981.